# Qalqas
Qalqas (àrab: قلقاس, Qalqās) és una vila palestina de la governació d'Hebron, a Cisjordània, situada 4 quilòmetres al sud d'Hebron i adjacent a Beit Hagai. Segons l'Oficina Central Palestina d'Estadístiques tenia 1.517 habitants el 2016. Les instal·lacions d'atenció primària de salut del poble estan designades pel Ministeri de Salut com a nivell 1.

## Història
L'explorador francès Victor Guérin va visitar el lloc el 1863 i ho va descriure com "les ruïnes d'un gran poble".
En 1883 el Survey of Western Palestine del Fons per a l'Exploració de Palestina anomenava el lloc Khurbet Kilkis. La va descriure que tenia «murs i cisternes i tombes tallades a la roca».